# Knipselkrant
Een knipselkrant is een verzameling van geselecteerde knipsels, al dan niet in elektronische vorm. Knipsels zijn reproducties, (elektronisch of op papier) van de redactionele inhoud uit kranten en tijdschriften. 

## Opname
In een knipselkrant worden artikelen opgenomen die met een bepaald onderwerp te maken hebben. Zo kan een organisatie, om haar medewerkers op de hoogte te houden van het laatste nieuws omtrent een bepaalde branche, een dagelijkse knipselkrant uitbrengen, of kiest een organisatie ervoor juist alleen artikelen op te nemen in haar knipselkrant die over de eigen organisatie gaan. 

## Digitalisering
Bij een knipselkrant wordt vaak gedacht aan een stapel kranten waarvan de artikelen met de hand worden uitgeknipt. Tegenwoordig wordt dit in de meeste gevallen niet meer gedaan. Artikelen kunnen digitaal door de uitgever zelf worden verstrekt of door commerciële knipseldiensten. Door middel van het opgeven van een bepaalde zoektermen worden de knipsels geselecteerd. 
Bij knipselkranten kan sprake zijn van: 
- interne (intranet) of externe verspreiding (e-mail, extranet of internet)
- digitale of papieren vorm

## Knipselkrant en het auteursrecht
Toestemming van de rechthebbenden is altijd noodzakelijk voor verspreiding van auteursrechtelijk beschermd werk in welke vorm dan ook. Om toestemming te verkrijgen voor het verspreiden van knipsels en/of een knipselkrant, kunnen de betreffende uitgevers benaderd worden. In veel landen is daarnaast een orgaan dat deze zaken centraal regelt namens uitgevers. In Nederland was dat tot 2020 het Copyright Licentie- en Incassobureau Pro (CLIP).